# Список серий Sailor Moon Crystal
«Pretty Guardian Sailor Moon Crystal» — аниме-сериал, снятый режиссёром Мунэхисой Сакаем и выпущенный студией Toei Animation в 2014 году. Первый и второй сезоны режиссировал Сакаи Мунэхиса, демонстрировались они онлайн на Nico Nico Douga с 5 июля 2014 года по 18 июля 2015 года. Их сюжет основан на первых 26 арках манги. Главным режиссёром третьего сезона, который транслировался на японском телевидении с 4 апреля 2016 года по 27 июня 2016 года, стала Тиаки Кон. Сюжет третьего сезона основан на арке «Бесконечность». Четвёртый сезон, сюжет которого будет основан на саге «Сны», планируется к выпуску не раньше 2019 года.

## Список серий
| № | Название на русском и японском | Режиссёр                                        | Режиссёр(ы) анимации                            | Дата выхода                                     |
| 1 сезон - Арка «Тёмное Королевство» (2014-2015) | 1 сезон - Арка «Тёмное Королевство» (2014-2015) | 1 сезон - Арка «Тёмное Королевство» (2014-2015) | 1 сезон - Арка «Тёмное Королевство» (2014-2015) | 1 сезон - Арка «Тёмное Королевство» (2014-2015) |
| --- | --- | ----------------------------------------------- | ----------------------------------------------- | ----------------------------------------------- |
| 1 | "Усаги – Сейлор Мун" "Usagi –Sērā Mūn–" (うさぎ –Sailor Moon–) | Мунэхиса Сакаи                                  | Кодзуэ Комацу                                   | 5 июля 2014                                     |
| По пути в школу Дзюбан 14-летняя школьница Усаги Цукино случайно наступает на кошку с отметиной на лбу в виде полумесяца. Тем временем таинственный мужчина по имени Жадеит создаёт из глины женщину и приказывает ей добыть «Легендарный Серебряный Кристалл». Усаги и ее подруга Нару Осака посещают ювелирный магазин мамы Нару, где проводится неожиданная распродажа. После краткой встречи с одетым в смокинг незнакомцем кошка вновь является перед Усаги, выявляя возможность разговаривать и представляется как Луна. Луна дарит Усаги брошь, которая позволяет ей перевоплощаться в воина в матроске. После перевоплощения Усаги слышит мольбы о помощи Нару. Оказывается, место матери Нару занял монстр по имени Морга, которая с помощью ювелирных изделий собирала энергию людей, купивших изделия. В образе Сейлор Мун Усаги противостоит Морге. Воодушевлённая появлением незнакомца в смокинге, Усаги убивает Моргу, применив Лунную тиару. В то время, как Усаги смотрит на незнакомца, представившегося как Такседо Маск, Жадеит начинает присматриваться к действиям воительницы. | |                                                 |                                                 |                                                 |
| 2 | "Ами – Сейлор Меркурий" "Ami –Sērā Mākyurī–" (亜美 –Sailor Mercury–) | Хироюки Сато                                    | Юмико Исии, Михо Танака                         | 19 июля 2014                                    |
| Ами Мидзуно – талантливая ученица в средней школе Дзюбан. Луна чувствует, что у Ами есть потенциал стать воином в матроске. На следующий день Луна предоставляет Усаги и Ами возможность подружиться. В игровом центре девушки получают две ручки из автомата с игрой «Сейлор V». Вскоре Ами идёт на Кристальный семинар, не подозревая о коварном намерении Жадеита собрать как можно больше энергии с этого мероприятия. Усаги и Луна просматривают диск, который Ами получила на семинаре, и понимают, что на самом деле это гипнотизирующая программа, заставляющая людей начать поиски Легендарного Серебряного Кристалла. Усаги использует свою ручку, полученную в игровом автомате, и превращается в доктора. Она проникает на Кристальный семинар, чтобы спасти Ами, но монстр атакует ее. Ами освобождается от гипноза, использует свою ручку для превращения в нового воина в матроске, Сейлор Меркурий, и вместе с Сейлор Мун побеждает монстра. | |                                                 |                                                 |                                                 |
| 3 | "Рэй – Сейлор Марс" "Rei –Sērā Māzu–" (レイ –Sailor Mars–) | Ёко Икэда                                       | Хироми Исигами, Кодзуэ Комацу                   | 2 августа 2014                                  |
| Правительница Темного Королевства, королева Берилл отчитывает Жадеита за его провальные миссии. Она рассказывает ему и двум другим тёмным лордам Нефриту и Зойсайту, что в Легендарном Серебряном Кристалле таится невероятная сила. Тем временем Усаги знакомится с мико Рэй Хино. Вскоре они узнают, что пропала девочка. Они понимают, что это может быть как-то связано со слухами о «Демоническом шестичасовом автобусе», который увозит людей в потусторонний мир. Возвращаясь в храм Хикава, Усаги снова встречает незнакомца из первой серии. Его зовут Мамору Чиба. Рэй сокрушается по поводу того, что ей приходится все время быть одинокой из-за ее мистических сил. Ей приходит видение, что Усаги похищают, и Рэй бежит на помощь. Жадеит хватает Рэй и помещает ее в Демонический Автобус. Усаги и Ами проникают в портал, но понимают, что это ловушка. Когда Рэй пытается остановить Жадеита, замораживающего Ами и Усаги, она высвобождает свои силы и перевоплощается в Сейлор Марс. С помощью Лунной диадемы Сейлор Мун не даёт Жадеиту освободиться, а Сейлор Марс благодаря силе огня побеждает его, обращая того в бегство. Все пропавшие дети были возвращены своим родителям. Тем временем таинственный сундук прибывает в Японию. | |                                                 |                                                 |                                                 |
| 4 | "Бал-маскарад" "Masukarēdo –Kamen Budōkai–" (Masquerade –仮面舞踏会–) | Хироюки Сато                                    | Кэн Уэно, Ясухиро Наматамэ                      | 16 августа 2014                                 |
| Луна подслушивает одноклассников Усаги, обсуждающих предстоящее событие: на званом обеде в посольстве принцесса королевства D представит гостям невероятное сокровище. Луна считает, что возможно, оно имеет отношение к Лунной принцессе и Легендарному Серебряному Кристаллу. Усаги, Ами и Рэй, одетые как принцессы, проникают в посольство. В то время как Усаги развлекается и танцует с Такседо Маск, Ами и Рэй обнаруживают, что телохранителем принцессы D является Нефрит. Его тень овладевает принцессой и вынуждает ее сбежать вместе с сокровищем королевства. Сейлор воительницы противостоят одержимой принцессе. Во время боя Сейлор Мун получает новую тиару и использует ее для того, чтобы изгнать тень Нефрита из тела принцессы. Нефрит объединяется с Жадеитом, Зойсайтом и Кунсайтом. Представившись перед воительницами, они уходят. Принцесса D всё же показывает гостям то самое сокровище: на самом деле это всего лишь алмазная статуя, изображающая принцессу. Такседо Маск целует спящую Усаги, а Луна догадывается, что он тоже ищет Легендарный Серебряный Кристалл. | |                                                 |                                                 |                                                 |
| 5 | "Макото – Сейлор Юпитер" "Makoto –Sērā Jupitā–" (まこと –Sailor Jupiter–) | Такахидэ Огата                                  | Наоко Кувабара                                  | 6 сентября 2014                                 |
| Усаги чуть было не сбила машина, но ее спасает девушка в форме из другой школы. Ее зовут Макото Кино, и она перевелась из другой школы. Несмотря на то, что одноклассники Усаги побаиваются новой ученицы из-за ее "нечеловеческой" силы, Усаги легко заводит дружбу с Макото и приводит ее в игровой центр. Вскоре Усаги и ее подруги узнают о проклятом манекене из свадебного салона, который соблазняет женихов и похищает их. В ту ночь Такседо Маск появляется раньше Усаги. Он направляет ее и остальных к Макото, которую загнал в угол одержимый "проклятой невестой" Мотоки Фурухата. Манекеном же управлял Нефрит. В Макото пробуждаются магические силы, она перевоплощается в Сейлор Юпитер и побеждает Нефрита и его монстра. Сейлор Юпитер присоединяется к воительницам, а Луна даёт Сейлор Мун лунный жезл, провозглашая ее лидером сейлор воинов. | |                                                 |                                                 |                                                 |
| 6 | "Такседо Маск" "Takishīdo Kamen –Takishīdo Masuku–" (タキシード仮面 –Tuxedo Mask–) | Ёко Икэда                                       | Михо Танака                                     | 20 сентября 2014                                |
| Такседо Маск во всеуслышание объявляет о том, что он совершил множество преступлений, пытаясь отыскать Легендарный Серебряный Кристалл. Его цель — получить всю возможную информацию о кристалле. Усаги, играя в игру "Сейлор V" слышит из игры голос. Зойсайт использует медиа и гипнотизирует жителей, чтобы они помогли ему найти Легендарный Серебряный Кристалл. Луна отводит Сейлор Воинов в свой секретный командный центр, который находится прямо под помещением с игральными автоматами. Там они пытаются засечь сигнал, который превратил людей в зомби. Усаги убегает, когда Луна предполагает, что за этим злодеянием стоит Такседо Маск. Пока остальные сейлор-воины борются с Зойсайтом, Усаги сталкивается на улице с Такседо Маск. Он извиняется перед ней и заявляет, что собирается продолжать искать Легендарный Серебряный Кристалл, несмотря на отсутствие у себя какой-либо особой силы. После того, как Зойсайт обезоруживает Сейлор Воинов, появляется Королева Берилл с намерением сделать Землю частью Тёмного Королевства. Но Сейлор Мун использует Лунный Жезл, серьёзно ранив при этом Кунсайта, из-за чего ему и Королеве Берилл приходится спасаться бегством. Усаги возвращает жителей города в нормальное состояние. Потеряв за эту битву много энергии, она теряет сознание, и просыпается уже в квартире Мамору. Усаги узнает, что он на самом деле — это Такседо Маск, и что он уже знает о том что она — это Сейлор Мун. | |                                                 |                                                 |                                                 |
| 7 | "Мамору Чиба — Такседо Маск" "Chiba Mamoru –Takishīdo Masuku–" (地場衛 –Tuxedo Mask–) | Наруми Курода                                   | Пол Аньё-Нуэво, Ариэс Нарио                     | 4 октября 2014                                  |
| Мамору объясняет Усаги, что Легендарный Серебряный Кристалл нужен ему для того, чтобы вернуть свою память, которую он потерял после автомобильной аварии, в которой погибли его родители. Мамору просит никому не рассказывать о том, кто он на самом деле. Тем временем Королева Берилл встречается со своей повелительницей — Королевой Металией. Королева Берилл вспоминает, как она впервые взломала печать, чтобы выпустить Металию, которую охраняли Сейлор Воины. Затем Берилл отправляет Зойсайта, чтобы он украл Легендарный Серебряный Кристалл. Усаги с девочками ищут Сейлор V, но вскоре узнают, что магазин по прокату DVD контролируется Цоизитом. После просмотра заражённых дисков, жители города попали под действие гипноза и теперь все ищут Сейлор Мун. После того, как Усаги использовала "Силу Лунного Исцеления" и освободила людей от проклятия, ее атакует Зойсайт. Мамору спасает Усаги, но его оглушает Зойсайт. От верной смерти Сейлор Мун спасает Сейлор V, которую сопровождает белый кот по имени Артемис . | |                                                 |                                                 |                                                 |
| 8 | "Минако — Сейлор Ви" "Minako –Sērā Bui–" (美奈子 –Sailor V–) | Хироюки Сато                                    | Хироси Симидзу                                  | 18 октября 2014                                 |
| Когда Артемис говорит, что Сейлор V — это Принцесса Лунного Королевства Серенити, тиара Сейлор Мун неожиданно начинает менять свою форму и показывает ей обрывки воспоминаний. Сейлор V представляется остальным как Минако Айно и рассказывает о том, что Тёмное Королевство собирается забрать энергию невинных людей. А её миссия — победить Королеву Металию. После того, как Усаги снится сон о мужчине по имени Эндимион, она бежит к Мамору. Он предлагает как-то обменять ее забытый на балу платок на его карманные часы. Артемис говорит Луне о том, что часть ее памяти была заблокирована. Позже ночью Кунсайт требует от Минако, чтобы та в одиночку принесла ему Легендарный Серебряный Кристалл, иначе все жители Токио будут убиты. Но остальные сейлор-воины присоединяются к ней в битве против Кунсайта. Мамору вступает в битву и закрывает собой Усаги. | |                                                 |                                                 |                                                 |
| 9 | "Принцесса Серенити" "Sereniti -Purinsesu-" (セレニティ -PRINCESS-) | Кумико Хабара                                   | Момоко Макиути                                  | 1 ноября 2014                                   |
| Умирая, Мамору осознает, что его настоящая личность — это Эндимион. Скорбя о его смерти, Усаги превращается в Серенити. К ней возвращаются воспоминания о ее прошлой жизни — о том, как она влюбилась в Эндимиона, несмотря на то, что людям с Луны и Земли нельзя было видеть друг друга. Когда Земное Королевство напало на Серебряное тысячелетие, Эндимион пожертвовал собой, чтобы защитить Серенити. Слезы Усаги вызывают Легендарный Серебряный Кристалл, который растворяется в теле Мамору. Прибывает королева Берилл и забирает Кунсайта и Мамору в Тёмное Королевство. Минако рассказывает, что она является истинным лидером сейлор-воинов, а Артемис показывает девушкам их прошлые жизни. Чтобы найти Тёмное Королевство, где удерживают Мамору, сейлор-воины, Луна и Артемис решают отправиться на Луну и узнать всю правду. | |                                                 |                                                 |                                                 |
| 10 | "Луна" "Mūn –Tsuki–" (Moon –月–) | Масато Мицука                                   | Акира Такахаси                                  | 15 ноября 2014                                  |
| Усаги и остальные телепортируются на Луну, где их приветствует голограмма Королевы Серенити. Королева показывает им их прошлые жизни в Серебряном Тысячелетии. Она уверяет Усаги, что Мамору все ещё жив, благодаря тому, что Усаги использовала Легендарный Серебряный Кристалл, чтобы его спасти. Королева просит Усаги чтобы та подумала об истинной силе Легендарного Серебряного Кристалла. Тем временем Четыре Тёмных Короля узнают о том, что на самом деле в своих прошлых жизнях они были рыцарями и служили Королю Эндимиону. Но Берилл снова удается вернуть их под свой контроль. Она отправляет их на Землю, чтобы заморозить Токио и получить, наконец, от Усаги Легендарный Серебряный Кристалл. Осознав, кем на самом деле являются Четыре Тёмных Короля, Минако с девочками пытаются освободить их от контроля Берилл, но им это не удается. Берилл использует свою силу, чтобы контролировать разум Мамору, и отправляет его убить Усаги. | |                                                 |                                                 |                                                 |
| 11 | "Новая встреча - Эндимион" "Saikai -Endimion-" (再会 -ENDYMION-) | Михо Хирояма                                    | Михо Танака                                     | 6 декабря 2014                                  |
| Усаги с остальными воинами испытывают меч, который они взяли с Луны. Усаги встречает человека, очень похожего на Мамору. Она не знает, что это и есть Мамору, который находится под контролем Королевы Берилл. Мамору использует гипноз, чтобы стать другом Мотоки. Ему удается загипнотизировать Макото, и она отводит его в командный центр сейлор-воинов. Там на девочек нападают Королева Берилл и Мамору, который считает Берилл своей повелительницей. | |                                                 |                                                 |                                                 |
| 12 | "Враг - Королева Металлия" "Teki -Kuin Metaria-" (敵 -QUEEN METARIA-) | Хироюки Сато                                    | Пол Аньё-Нуэво                                  | 20 декабря 2014                                 |
| Королева Берилл заявляет, что Мамору умер и был воскрешен в качестве самого сильного воина Тёмного Королевства. В то время как Ами отправляет их в альтернативную реальность, чтобы защитить командный центр, Минако объясняет остальным, что Берилл контролирует Королева Металия. В прошлой жизни Берилл была влюблена в Эндимиона и убила его из ревности к Серенити. Минако сумела вызвать священный меч, а Усаги сломала ожерелье, которое передавало Силы от Металии к Берилл, что уничтожило последнюю. Мамору забрал у Металии священный меч, и это заставило Усаги преследовать его через портал, который отправил их на Северный полюс. Пока Усаги противостоит Мамору, силу которому даёт королева Металия, остальные четверо сейлор-воинов, чтобы добраться до нее, вынуждены противостоять Четырем Тёмным Королям. Девушкам удается вернуть им память и напомнить об их истинной цели, но Металия убивает Тёмных Королей. Узнав от Луны, что часть Легендарного Серебряного Кристалла находится внутри тела Мамору, Усаги пытается его исцелить, но у нее ничего не получается. Находясь в отчаянии и понимая, что его не спасти, Усаги ударяет Мамору священным мечом, а потом направляет меч на себя. | |                                                 |                                                 |                                                 |
| 13 | "Решающая битва - Реинкарнация" "Kessen -Riinkānēshon-" (決戦 -REINCARNATION-) | Юкио Каидзава                                   | Ёсиюки Итикава                                  | 3 января 2015                                   |
| После гибели Мамору и Усаги Легендарный Серебряный Кристалл принимает свою истинную форму. Тела Усаги и Мамору поглощает Королева Металия. Остальные воины пытаются сражаться дальше, но безуспешно. Металия использует силу Легендарного Священного Кристалла, чтобы окутать всю землю своей злой энергией. Тем временем Луна и Артемис отправляются в командный центр, чтобы просить Королеву Серенити о помощи. Остальные воины понимают, что Усаги ещё жива, и отдают свои жизненные силы, чтобы ее пробудить. Как оказалось, Усаги спаслась, так как меч, который она направила на себя, ударился о карманные часы Мамору. Используя Легендарный Серебряный Кристалл, Усаги освобождается из власти Металии. Она осознает также, что Мамору тоже жив. Усаги изо всех сил пытается запечатать Металию. Духи Четырёх Тёмных Королей, чьи драгоценные камни защитили Мамору от священного меча, сообщают Мамору о слабой точке Металии. Это позволяет Мамору дать Усаги смелость освободить истинную форму Легендарного Серебряного Кристалла и стать Лунным Жезлом. | |                                                 |                                                 |                                                 |
| 14 | "Конец и начало - Маленькая незнакомка" "Shūketsu Soshite Hajimari -Puchit Etoranjēru-" (終結 そして 始まり -PETITE ÉTRANGÈRE-)                                                                         | Мунэхиса Сакаи                                  | Акира Такахаси                                  | 17 января 2015                                  |
| Пока Сейлор Мун борется с Королевой Металией, остальные воины используют свои силы, чтобы восстановить на Луне Кристальную Башню. Луна использует эту башню, чтобы дать Усаги силу Луны. Используя эту силу, она уничтожает Королеву Металию. Это разрушает ее брошку и восстанавливает Серебряное Тысячелетие, каким оно было прежде. После того, как Усаги очнулась от поцелуя Мамору, она попадает на Луну. Там она узнает, что стала новой королевой. Но Усаги говорит о том, что хочет вернуться к своей жизни на Земле, к своим друзьям и к своему любимому. Королева Серенити принимает решение Усаги и даёт ей новую брошь для трансформации. Это позволяет Усаги снова стать Сейлор Мун и использовать Исцеляющую Силу Луны, чтобы восстановить планету и вернуть своих друзей. Все возвращаются к своей обычной жизни, а уединение Усаги и Мамору в парке нарушает появившаяся с неба маленькая девочка с розовыми волосами, которая представляется как Усаги. Она направляет на Усаги пистолет и требует отдать ей Легендарный Серебряный Кристалл. | |                                                 |                                                 |                                                 |
| 2 сезон - Арка «Чёрная Луна» (2015) | |                                                 |                                                 |                                                 |
| 15 | "Вторжение - Сейлор Марс" "Shinnyū -Sērā Māzu–" (侵入 -SAILOR MARS-) | Наоюки Ито                                      | Михо Танака                                     | 7 февраля 2015                                  |
| Мамору останавливает маленькую Усаги, но оказывается, что пистолет в ее руке - ненастоящий. Клан Чёрной Луны стремится заполучить Легендарный Серебряный Кристалл, который может стоять на пути реализации их планов. Вернувшись в дом Усаги, Чибиуса гипнотизирует семью Усаги, чтобы те позволили ей остаться с ними. Тем временем Рэй вместе со своим клубом «Сверхъестественные исследования» помогает на школьной ярмарке и узнает о предполагаемых случаях похищения людей и спонтанных сжиганиях. В кабинке для предсказаний Рэй бросает вызов другая предсказательница — Коан Курозуки, которая оказывается одной из Призрачных сестер — слуг Чёрной Луны. Когда сейлор-стражи сталкиваются с нею, Коан берет Рэй в ловушку в неугасимое синее пламя. Хотя Усаги уничтожает Коан, синее пламя остаётся неповреждённым, а повелитель Коан — Рубеус, захватывает Рэй и забирает ее с собой. | |                                                 |                                                 |                                                 |
| 16 | "Похищение - Сейлор Меркурий" "Yūkai -Sērā Mākyurī-" (誘拐 -SAILOR MERCURY-) | Ёко Икэда                                       | Пол Аньё-Нуэво                                  | 21 февраля 2015                                 |
| Усаги думает о том, как освободить Рэй, в это время Мамору старается лучше узнать о Чибиусе. Чибиуса хочет, чтобы Усаги освободила ее маму. Следующая из Призрачных сестер — Бертье, вызывает на шахматный поединок Ами, требуя от нее отказаться от помощи Чибиусе, если она победит. Ами выигрывает, но Бертье хватает ее в ловушку с помощью кольца из воды. Усаги уничтожает Бертье, но Рубеус похищает Ами. | |                                                 |                                                 |                                                 |
| 17 | "Секрет - Сейлор Юпитер" "Himitsu -Sērā Jupitā–" (秘密 -SAILOR JUPITER-) | Кумико Хабара                                   | Момоко Макиути                                  | 7 марта 2015                                    |
| Сейлор Воины понимают, что настоящая цель Чёрной Луны — это Чибиуса. Анасума, ученик младшего курса, подслушивает любопытную беседу между Усаги, Мамору и Луной. Самая старшая из Призрачных сестер, Петц, распространяет вирус по всему городу и посылает армию дроидов, чтобы ослабить жителей города. Когда Макото становится плохо от вируса, Асанума, который помогает ей, узнает ее истинную личность как Сейлор Юпитер. Несмотря на то, что Усаги сумела победить Петц, Рубеус забирает Макото. | |                                                 |                                                 |                                                 |
| 18 | "Захват - Сейлор Венера" "Shinryaku -Sērā Vīnasu-" (侵略 -SAILOR VENUS-) | Юкихико Накао                                   | Акира Такахаси                                  | 21 марта 2015                                   |
| Артемис анализирует один из серебренных чёрных кристаллов Петц, который очень испугал Чибиусу. Рубеус отправляет четвертую и последнюю Призрачную Сестру, Калаверит. Она использует свои силы, чтобы направить Рубеуса и призывать силы своих павших сестер. Минако сталкивается с Калаверит, в то время как Рубеус нападает на Усаги и Чибиусу, но их спасает Мамору. Калаварит удается захватить Минако, но Усаги побеждает ее и спасает Сейлор Венеру. Чибиуса объясняет, что она прибыла из Земли 30-го века, чтобы Усаги спасла ее время. | |                                                 |                                                 |                                                 |
| 19 | "Искажение времени - Сейлор Плутон" "Taimu Wāpu -Sērā Purūto-" (タイム・ワープ -SAILOR PLUTO-) | Юкио Каидзава                                   | Ёсиюки Итикава                                  | 4 апреля 2015                                   |
| Усаги с остальными решают отправиться в будущее, чтобы спасти остальных сейлор-воинов и помочь Чибиусе. Чибиуса использует свой ключ для преодоления пространства и времени, чтобы открыть дверь в будущее. Во время полёта Чибиуса отделяется от остальных и они ее теряют. Воины оказываются у двери, которую Луна помнит из своего сна. Хранитель времени, Сейлор Плутон, охраняет эту дверь. Она нападает на них, но останавливается, когда появляется Чибиуса. Сейлор Плутон проводит путешественников в 30 век, где они видят огромный чёрный кристалл, который забрал энергию всех жителей Кристального Токио. Прежде чем они смогли добраться до Кристального Дворца, Братья Боул — слуги Чёрной Луны, нападают на них, заключая всех в магнитное поле, из которого они не могут убежать. Всех спасает Мамору, которого направляет таинственный голос. Наконец Усаги и другие доходят до дворца. В дворце они находят мать Чибиусы, Нео-Королеву Серенити, которая находится в глубоком сне. Также они встречают ещё одного Такседо Маска. | |                                                 |                                                 |                                                 |
| 20 | "Хрустальный Токио - Король Эндимион" "Kurisutaru Tōkyō -Kingu Endimion–" (クリスタル・トーキョー -KING ENDYMION-)                                                                                      | Хидэки Хиросима                                 | Михо Танака                                     | 18 апреля 2015                                  |
| Будущий Такседо Маск появляется как проекция его души. Он говорит что является принцем Эндимионом — тем, кем Мамору станет в будущем, а Нео-королева Серенити — это будущая Усаги. Чибиуса же — их дочь. Король Эндимион также объясняет, что случилось со всеми в будущем, происхождение Чёрной Луны, а также то, где могут быть захваченные врагом сейлор-воины. Плутон даёт Усаги ключ, чтобы они могли свободно путешествовать между прошлой и будущей Землёй, и воины возвращаются к своему времени. Служащая Чёрной Луны Эсмерауд нападает на Чибиусу. Мамору ее побеждает, но внезапно появляется лидер тёмного клана Принц Алмаз и похищает Усаги. | |                                                 |                                                 |                                                 |
| 21 | "Смута - Немезис" "Sakusō -Nemeshisu-" (錯綜 -NEMESIS-) | Хироюки Сато                                    | Кэйко Ивата, Пол Аньё-Нуэво                     | 2 мая 2015                                      |
| Усаги просыпается на планете Немезида, где укрывается Чёрная Луна. Принц Алмаз рассказывает о прошлом Чёрной Луны и своем намерении относительно Земли 20 века. Король Эндимион утверждает, что Чибиуса не может использовать силу Легендарного Серебряного Кристалла и делает вывод, что члены Чёрной Луны являются потомками Призрака Смерти — зла, которое Нео-Королева Серенити давно запечатала на Немезиде. Так, как на Немезиде трансформироваться в сейлор-воина невозможно, Усаги решает найти остальных сейлор-воинов. Голос Усаги позволяет пробудиться Ами, Рэй и Макото, прежде чем они снова теряют свои силы под действием Принца Алмаза. Между тем, Чибиуса борется с мыслями о том, как ее действия затрагивают всех и начинает чувствовать себя одинокой и виноватой. В конце концов она убегает и попадает в руки злого советника Алмаза — Мудреца. | |                                                 |                                                 |                                                 |
| 22 | "Намерения - Немезис" "Omowaku -Nemeshisu-" (思惑 -NEMESIS-) | Нодзому Сисидо                                  | Акира Такахаси                                  | 16 мая 2015                                     |
| Усаги все ещё находится на Немезиде и не знает, как оттуда выбраться. Она понимает, что Сапфир и двое его дроидов собираются ее убить. Она получает огромную силу, которая не позволяет Сапфиру убить ее и уничтожает двух дроидов. Усаги превращается в Сейлор Мун и находит Ами, Рэй и Макото, которые теперь могут трансформироваться. Все вместе они убегают из темницы. Девушки добираются до реактора Немезиды, где сталкиваются с Алмазом, Сапфиром и Рубином. Сила Легендарного Серебряного Кристалла заставляет реактор Немезиды расплавиться. Рубин пытается убежать в безопасное место, но Мудрец убивает его. Сейлор-воины пробираются к двери Времени и Пространства. Усаги узнает, что Мамору побежал за Чибиусой, но ни один из них не имеет ключа. | |                                                 |                                                 |                                                 |
| 23 | "Тайные манёвры - Мудрец" "An'yaku -Waizuman-" (暗躍 -WISEMAN-) | Юкихико Накао                                   | Пол Аньё-Нуэво                                  | 6 июня 2015                                     |
| В то время как Усаги и ее друзья пытаются пробраться через бурю в поисках Мамору и Чибиусы, новый член Чёрной Луны представляется Принцу Алмазу и Сапфиру как Чёрная Леди. Чёрная Леди — это обращённая Мудрецом к злу Чибиуса. Усаги просыпается в 20-м веке, но она и сейлор-воины снова возвращаются в будущее. Чёрная Леди входит в хрустальный дворец и собирается атаковать Усаги, но Нео-Королева Серенити, которая все ещё находящаяся внутри Серебряного Кристалла, посылает мощный свет, который вышвыривает Чёрную Леди из дворца. Пять сейлор-стражей готовятся к битве с Чёрной Леди и Мудрецом. | |                                                 |                                                 |                                                 |
| 24 | "Атака - Чёрная Леди" "Kōgeki -Burakku Redi-" (攻撃 -BLACK LADY-) | Михо Хираяма                                    | Михо Танака                                     | 20 июня 2015                                    |
| Чёрная Леди призывает Сапфира и Принца Алмаза подчинить сейлор-воинов и показывает Мамору, который полностью находится под ее контролем. Мамору атакует Усаги, а Чёрная Леди вызывает ещё один Чёрный Кристалл. Мудрец приказывает Чёрной Леди вызвать ещё один Чёрный Кристалл. Алмаз, который не попал под гипноз Мудреца, возражает против этого, так как ещё один Чёрный Кристалл разрушит Землю 30-го века. Алмаз вынужден убить своего брата, который нападает на него по приказу Чёрной Леди, и, похоже, побеждает и Мудреца. Выясняется, что подлинная личность Мудреца — это сама Планета Немезида, которая начинает поглощать дворец. Чёрной Леди удается получить как прошлый, так и настоящий Легендарные Серебряные Кристаллы, но Алмаз крадет их у нее, как только Сейлор Плутон приходит на помощь. Алмаз пытается заставить оба Легендарных Серебряных Кристалла коснуться друг друга, что неминуемо приведёт к разрушению Земли. | |                                                 |                                                 |                                                 |
| 25 | "Противостояние - Фантом Смерти" "Taiketsu -Desu Fantomu-" (対決 -DEATH PHANTOM-) | Нодзому Сисидо                                  | Ёсиюки Итикава, Юки Сако                        | 4 июля 2015                                     |
| Сейлор Плутон останавливает время, чтобы принц Алмаз не смог прикоснулся Легендарными Серебряными Кристаллами друг к другу. Она размораживает всех, кроме Алмаза. Плутон освобождает Мамору из-под контроля Чёрной Леди. Усаги осторожно забирает настоящий и будущий Легендарные Серебряные Кристаллы из рук Принца Алмаза. Плутон вспоминает, как королева Серенити говорила ей, что остановка времени приведёт к ее собственной смерти. Смерть Плутона размораживает время и нарушает контроль Немезиды над Чёрной Леди, которая снова становится Чибиусой. Чибиуса превращается в Сейлор-воина: Сейлор Чиби Мун. Принц Алмаз умирает, защищая Усаги от Немезиды, которая показывает, что является Призраком Смерти, который объединил свой дух с планетой, чтобы стать одной сущностью. Подобно тому, как Немезида поглощает будущую Землю, сейлор-воины, Мамору и Принц Эндимион готовятся к их финальной битве против Призрака Смерти. | |                                                 |                                                 |                                                 |
| 26 | "Воспроизведение - Бесконечность" "Saisei -Nebā Endingu-" (再生 -NEVER ENDING-) | Мунэхиса Сакаи                                  | Юки Сако, Акира Такахаси                        | 18 июля 2015                                    |
| Усаги, Призрак Смерти, а позже и Мамору исчезают в неизвестном месте, в то время как сейлор-воины и Король Эндимион возвращаются в Кристальный Токио. Нео-Королева Серенити пробуждается от своего длительного сна благодаря тому, что Чибиуса принимает свою судьбу в качестве принцессы будущего Королевства Луны и как сейлор-воина. Усаги и Мамору обнимаются и целуются, прежде чем Чибиуса прибывает, чтобы помочь им. Усаги и Чибиуса используют атаку «Орион Лунной принцессы», чтобы окончательно победить Призрачную Смерть. После победы над врагом Нео-Королева Серенити дарит Сейлор-стражам новые преобразования и силы планет. Нео-Королева Серенити использует свои силы для восстановления нормальной жизни Земли и всех её жителей. Перед тем, как Усаги покидает Хрустальный Токио, она всё же встречается лицом к лицу и говорит со своим будущим "я" — Нео-Королевой Серенити. Вернувшись в своё время, Усаги и Мамору приходят в парк, чтобы проводить Чибиусу домой, в 30-й век. После этого Мамору и Усаги собираются поцеловаться, но Усаги на голову снова падает Чибиуса, которая уже вернулась обратно с письмом от своей мамы — Нео-Королевы Серенити, в котором говорится, что Чибиуса вернулась, чтобы они могли тренировать ее и проводить с ней больше времени. | |                                                 |                                                 |                                                 |
| 3 сезон - Арка «Апостолы Смерти» (2016) | |                                                 |                                                 |                                                 |
| 27 | "Бесконечность 1. Предчувствие. Часть 1" "Mugen Ichi Yokan - Zenpen" (無限1 予感・前編) | Тиаки Кон                                       | Акира Такахаси                                  | 4 апреля 2016                                   |
| Существо чистого зла по имени «Фараон 90», у которого свои планы относительно Земли, приказывает женщине по имени Каолинит уничтожить «великую силу света, которая обеспечит его уничтожение». В то же время Рэй, Мамору и неизвестная девочка-подросток имеют тревожное видение о трёх Сейлор Воинах, находящихся в тени, а таинственный голос призывает к пробуждению девочки и «началу вселенской гибели». В новостях говорят о том, что студенты превращаются в монстров из-за процесса, который называют «Реверсия». Усаги и её друзья знакомятся со знаменитым автогонщиком по имени Харука Тэнно, а Мамору встречает известную скрипачку Мичиру Кайо. Макото и Минако узнают их школьную форму — это форма престижной Академии Бесконечности, школы для элитных студентов. Внезапно другая студентка из Академии Бесконечности превращается в монстра перед Сейлор Воинами, которые преображаются и используют свои силы, чтобы вернуть ее к нормальному состоянию. Харука и Мичиру наблюдают за этим издалека. Позже Усаги и её друзья узнают, что все жертвы были учениками Академии Бесконечности и решают исследовать школу. | |                                                 |                                                 |                                                 |
| 28 | "Бесконечность 1. Предчувствие. Часть 2" "Mugen Ichi Yokan - Kōhen" (無限1 予感・後編) | Нодзому Сисидо                                  | Юкико Акияма                                    | 11 апреля 2016                                  |
| Мамору сопровождает Чибиуcу и её друзей в парк развлечений рядом с Академией Бесконечности. Каолинит поручает одной из «Ведьм 5» найти и устранить сейлор-воинов. Усаги и ее друзья исследуют Академию Бесконечности, но встречаются с Харукой и Мичиру, которые говорят не мешать им. Чибиуса находит девушку, присевшую на земле, видимо, от сильной боли, и предлагает ей свою помощь, но та просит ее уйти. После очередного нападения врагов Чибиуса проверяет девочку, чтобы узнать, не пострадала ли она, но девушка вместо этого показывает на травмированную руки Чибиусы. Усаги понимает, что кто-то наблюдает за ними, и все видят в лунном свете две фигуры незнакомых сейлор-воинов. | |                                                 |                                                 |                                                 |
| 29 | "Бесконечность 2. Волнение" "Mugen Ni Hamon" (無限2 波紋) | Хаяо Ясиро                                      | Пол Аньё-Нуэво                                  | 18 апреля 2016                                  |
| Два неизвестных сейлор-воина уходят, а девочка, спасенная Чибиусой, использует таинственную силу, чтобы исцелить ее рану. Чибиуса знакомится с Хотару Томоэ. Вскоре после этого отец Хотару, профессор Суити Томоэ, даёт Хотару амулет, который, по его словам, облегчит ее боль. Каолинит получает то же предзнаменование, что и Хотару, Мамору и Рэй в отношении сбора трёх талисманов. Усаги замечает, что Харука и Мичиру похожи на двух неопознанных сейлор-воинов. Рэй отправляется в горы, чтобы пройти очистку и проследить за деятельностью, проводимой там Академией Бесконечности, но неожиданно к ней присоединяются ее друзья, чтобы отпраздновать ее 15-летие. Эудиаль из «Ведьм 5» проводит церемонию с участием нескольких учеников, которым она предлагает отдать свои жизненные энергии Фараону 90. Однако ей мешают появившиеся сейлор-воины, и в итоге Сейлор Мун ее уничтожает. Усаги видит, как одна из неизвестных сейлор-воинов убегает, и бросается за ней. Пытаясь ее отыскать, Усаги уже было решает, что потеряла ее, но неизвестная сейлор-воин появляется позади нее и предупреждает, что она и ее друзья не должны вмешиваться. Затем она неожиданно целует Усаги. | |                                                 |                                                 |                                                 |
| 30 | "Бесконечность 3. Две новые воительницы" "Mugen San Futari Nyū Sorujāzu" (無限3 2人 NEW SOLDIERS) | Дайсукэ Куросэ                                  | Юрико Икэхара, Норифуми Окуно, Эцуси Мори       | 25 апреля 2016                                  |
| Усаги понимает, что Сейлор Воин, с которым она познакомилась, на самом деле это — Харука. Сейлор-стражи, Мамору и Хотару видят одинаковый зловещий сон о трёх талисманах и разрушении города. Мимет, вторая из «Ведьм 5», планирует собрать энергию для Мастера Фараона 90, замаскировавшись под студентку Академии Бесконечности и поп-идола Мими Ханью. Чибиуса посещает Хотару у нее дома. Когда Хотару внезапно становится плохо, Чибиуса использует свой Легендарный Серебряный Кристалл, чтобы облегчить ее боль. По пути домой Харука и Мичиру предлагают Чибиусе прокатиться на одном из их вертолётов. Во время разговора Мичиру показывает Чибиусе своё зеркало и говорит что оно — её талисман. Усаги и её друзья посещают концерт Мичиру, а Минако пробирается на концерт Мими Ханью. Мимет накладывает заклинание на толпу, но ей мешает Минако. Мимет призывает трёх Даймонов напасть на нее. Усаги и другие присоединяются к битве и уничтожают каждого из монстров, а Мимет убивают двое таинственных сейлор-воина, которые представляются как Сейлор Нептун и Сейлор Уран. | |                                                 |                                                 |                                                 |
| 31 | "Бесконечность 4. Сейлор Уран — Харука Тэнно, Сейлор Нептун — Мичиру Кайо" "Mugen Shi Sērā Uranusu Ten'nō Haruka Sērā Nepuchūn Kaiō Michiru" (無限4 SAILOR URANUS 天王はるか SAILOR NEPTUNE 海王みちる) | Нодзому Сисидо                                  | Аяка Симодзи, Пол Аньё-Нуэво                    | 2 мая 2016                                      |
| Усаги и другие Сейлор Воины спрашивают Сейлор Уран и Сейлор Нептун об их целях, но Уран утверждает, что она и Нептун не являются их союзниками, и они атакуют девушек. Позже Луна рассказывает, что когда-то эти двое были Сейлор-стражами, и их заданием была защита Серебряного Тысячелетия издалека, и они не должны были взаимодействовать с остальными сейлор-воинами. Мамору становится свидетелем того, как Харука пытается ухаживать за Усаги. Мамору и Усаги помогают Чибиусе в ее школьном проекте — создание копии «Легендарного Святого Грааля». После того, как реплика завершена, Усаги и Мамору признаются, что ревнуют друга друга к Харуке и Мичиру и мирятся. Спустя некоторое время Ами решает пройти тест в Подготовительной школе Академии Бесконечности, чтобы встретиться с Юи Бидо — учеником Академии Бесконечности, чьи оценки всегда превосходят ее. Однако Юй, который на самом деле является Вилюй из «Ведьм 5», понимает, что Ами — это сейлор-воин, и нападает на нее. К Ами присоединяются ее друзья, но их бой прерван Харукой и Мичиру. Харука раскрывает свой талисман — космический меч, и использует его, чтобы закончить с Вилюй. Между тем, в Университете Мотоки и Рейки появляется студентка факультета физики, очень похожая на Сейлор Плутон, которая представляется им как Сэцуна Мэйо. | |                                                 |                                                 |                                                 |
| 32 | "Бесконечность 5. Сейлор Плутон — Сецуна Мэйо" "Mugen Go Sērā Purūto Meiō Setsuna" (無限5 SAILOR PLUTO 冥王せつな)                                                                                      | Хидеё Ямамото                                   | Ая Наканиси, Юки Такаяма                        | 9 мая 2016                                      |
| Сэцуна исследует нарушения в пространстве и времени. Мастер Фараон 90 вызывает профессора Томоэ и Каолинит требуя, чтобы они получили больше энергии для Кристалла Тайорона, сила которого ослаблена, а также силу Легендарного Лунного Кристалла Сейлор Мун, чтобы пополнить свою энергию. Каолинит призывает Рюру Теруно, или, скорее, Теллу из «Ведьм 5». Макото слышит от одноклассника о Телуне, новом цвете, созданном в Академии Бесконечности, который не требует полива, и решает его купить. На следующий день Макото посещает Минако и внезапно засыпает. Ей снится ее давно потерянная любовь. Когда она проснулась, то осознала, что Телун расцвел, убив при этом все растения вокруг себя. Сейлор-воины отправляются в Ботаническое отделение Академии Бесконечности, куда их заманила Теллу. Однако вновь пробужденный Сейлор Плутон появляется и уничтожает Теллу с помощью атаки «Мёртвого крика». | |                                                 |                                                 |                                                 |
| 33 | "Бесконечность 6. Три воительницы" "Mugen Roku San Senshi" (無限6 3戦士) | Тиаки Кон                                       | Акира Такахаси                                  | 16 мая 2016                                     |
| Сейлор Плутон рассказывает, что она была воскрешена Нео-Королевой Серенити и вернулась из будущего по её просьбе. Уран, Нептун и Плутон объясняют свою миссию Усаги, которая превращается в принцессу Серенити. Академия «Бесконечность» закрыта по приказу властей, которые задерживают профессора Томоэ, ответственного за исчезновения учеников. Чтобы продолжить расследование участия профессора в этих событиях, Луна убеждает Чибиусу стать их шпионом в доме Хотару. Чибиуса навещает Хотару и обнаруживает, что в ее тело имплантированы некоторые биомеханические части, и от страха сбегает. Вскоре после этого в городе начинает идти град, который истощает энергию людей и делает их враждебными друг к другу. Между тем, Киприан, последняя из «Ведьм 5», атакует Харуку, которая превращается в Сейлор Уран, чтобы защитить себя. К ней на помощь спешат остальные Сейлор Воины. Однако, Киприан использует свою силу, чтобы контролировать сейлор-воинов, и направляет их враждебность друг против друга. Только Усаги не попадает под действие заклинания. Когда Усаги атакует Киприан, чтобы помочь своим друзьям, появляется другая половина Киприна — Птилол. На помощь приходят Мамору и Чибиуса, которые по просьбе Усаги, объединяют с ней свои силы, тем самым вызывая Легендарный Святой Грааль. | |                                                 |                                                 |                                                 |
| 34 | "Бесконечность 7. Перевоплощение — Супер Сейлор Мун" "Mugen Shichi Henshin Sūpā Sērā Mūn" (無限7 変身 SUPER SAILOR MOON)                                                                                | Нодзому Сисидо                                  | Дзёзди Савада, Хитоми Мацура                    | 23 мая 2016                                     |
| Сила Легендарного Святого Грааля уничтожает заклятие Киприна и Птилола, и все сейлор-воины приходят в себя. Они отдают свои силы Усаги, которая превращается в Супер Сейлор Мун, и побеждает ведьм. Так как талисманы отреагировали на просьбу Усаги, Внешние воины раскрывают правду о том, что они присутствовали при разрушении Серебряного Тысячелетия, и разрушитель — это пробудившийся вестник Апокалипсиса Сейлор Сатурн. Сейчас же они, чтобы не повторилась судьба Серебряного Тысячелетия, должны предотвратить новое пробуждение Хранителя Тишины Сейлор Сатурн, убив её реинкарнацию — Хотару. Поскольку Усаги и ее друзья не согласны с этим, Внешние Воины уходят завершить свою миссию. Чибиуса бросается в дом Хотару, чтобы проверить, все ли у нее в порядке, но Мистресс 9, которая живёт в Хотару, берет тело Хотару под свой контроль и крадет Легендарный Серебряный Кристалл у Чибиусы, забирая её силы и оставляя её без сознания. | |                                                 |                                                 |                                                 |
| 35 | "Бесконечность 8. Бесконечный лабиринт 1" "Mugen Hachi Rabirinsu Mugen Ichi" (無限8「無限迷宮」1) | Ясунори Гото                                    | Томохиро Камитани                               | 30 мая 2016                                     |
| Чибиуса без сознания и силы ее истощаются. Внешние стражи настаивают на том, что единственный способ восстановить душу Чибиусы, не допуская пробуждения Сейлор Сатурн, — это убить Хотару. Они уходят, твёрдые в своем намерении. Мамору остаётся с Чибиусой, и, чтобы она не умерла, отдает свою энергию ей, в то время как Усаги и другие отправляются в район Мугензу, где Хозяйка 9 присоединилась к Мастер Фараону 90. Она приказывает Каолинит избавиться от сейлор-воинов. Когда Усаги и ее друзья штурмуют здание Академии Бесконечности, на них нападают «Ведьмы 5», возрожденные Каолинит. В конечном итоге их уничтожают Внешние Воины, которые приходят на помощь. Таким образом воссоединившись, все восемь сейлор-воинов сражаются вместе и противостоят Каолинит, которая превращается в Даймон, но ее уничтожает Усаги. Между тем, дух Хотару в «Госпоже 9» бессилен, так как та проглатывает Легендарный Серебряный Кристалл Чибиусы. | |                                                 |                                                 |                                                 |
| 36 | "Бесконечность 9. Бесконечный лабиринт 2" "Mugen Ku Rabirinsu Mugen Ni" (無限9「無限迷宮」2) | Масаси Абэ                                      | Михо Канэсиро, Казухиро Оки                     | 6 июня 2016                                     |
| Подлинной силой Легендарного Серебряного Кристалла Мастер Фараон 90 разрушает Кристалл Тайорона и готовится к его приходу. Сейлор Воины расходятся, чтобы обыскать здание. Усаги идёт вместе с Внешними воинами, они спускаются на лифте в подвал, где им приходится противостоять профессору Томоэ, который превращается в чудовище. Усаги использует свои силы и уничтожает его. Вскоре после этого все здание начинает разрушаться. Когда Усаги убегает с Внешними воинами, ее преобразование рассеивается. Она начинает бояться за безопасность остальных Сейлор Воинов, оставшихся позади, когда перед ней предстают Мастер Фараон 90 и Мистресс 9. | |                                                 |                                                 |                                                 |
| 37 | "Бесконечность 10. Бесконечность — небо" "Mugen Jū Mugendai–Jōkū" (無限10 無限大―上空) | Юкио Каидзава                                   | Кумико Кавасима, Кадзуя Сайто                   | 13 июня 2016                                    |
| Мастер Фараон 90 начинает сливаться с Землёй, чтобы превратить ее в следующую систему Тау, но Уран, Нептун и Плутон создают барьер, чтобы сдержать его. Мистресс 9 пытается покинуть тело Хотару, но Хотару все ещё живёт внутри нее и мешает ей это делать. Чтобы получить больше энергии, Мистресм 9 поглощает четыре души Сейлор Воинов — Марс, Меркурия, Венеры и Юпитера. Будучи преисполненной решимости спасти Чибиусу, Хотару покидает своё тело, возвращая души Чибиусы и остальных Сейлор Воинов, и отдает Легендарный Серебряный Кристалл Чибиусе. Мистресс 9 превращается в свою истинную форму, разрушая при этом тело Хотару и ослабляя барьер Внешних Воинов. Недавно пробудившаяся Чибиуса присоединяется к битве, и её желание, как и желание Усаги настолько сильное, что это вызывает появление второй лунной чаши. Усаги и Чибиуса трансформируются в свои развитые суперформы и начинают бой против Мистресс 9. | |                                                 |                                                 |                                                 |
| 38 | "Бесконечность 11. Бесконечность — суд" "Mugen Jūichi Mugendai–Shinpan" (無限11 無限大―審判) | Нодзому Сисидо                                  | Аяка Симодзи, Хисаси Накамото                   | 20 июня 2016                                    |
| Благодаря их объединённой силе, Усаги и Чибиуса побеждают Мистресс 9, и последняя сливается с Мастером Фараоном 90. Сейлор Воины и Мамору атакуют Фараона 90, но терпят неудачу. Фараон 90 разрушает барьер Внешних воинов и начинает покрывать тьмой всю поверхность Земли, в то время как в небе открыт портал в Систему Звезды Тау. Усаги использует Святой Грааль с последней энергией своих друзей и бросается в Фараона 90, по-видимому, жертвуя собой. Талисманы реагируют, что заставляет дух Сейлор Сатурн пробудиться в Хотару, чтобы выйти из Фараона 90 в луче фиолетового света. Сейлор Сатурн начинает развязывать свои невероятно мощные апокалиптические способности, чтобы нанести смертельный удар и ослабить Фараона 90 изнутри. Затем Страж Апокалипсиса готовится к тому, чтобы опустить свою Косу Безмолвия, но Внешние воины уверены, что это не только уничтожит врага, но и приведёт к полному уничтожению Земли. Полная страха, Супер Сейлор Чиби Мун обращается к Сейлор Мун, пока Коса Безмолвия готовится нанести свой удар. | |                                                 |                                                 |                                                 |
| 39 | "Бесконечность 12. Бесконечность — путешествие" "Mugen Jūni Mugendai–Tabidachi" (無限12 無限大―旅立ち)                                                                                                  | Тиаки Кон                                       | Акира Такахаси                                  | 27 июня 2016                                    |
| С пробужденным Сейлор Сатурн, которое должно привести к уничтожению мира, Усаги освобождает свою силу, чтобы нанести смертельный удар по уже смертельно повреждённому Фараону 90. Фараон 90 пытается убежать в портал к Звёздной Системе Тау, но Сейлор Сатурн преследует его и призывает Сейлор Плутон закрыть за ней портал, чтобы окончательно уничтожить Фараона 90 и спасти Землю. Сейлор Плутон так и делает. Благодаря силе Легендарного Серебряного Кристалла другие Сейлор Воины превращаются в Супер Сейлор Воинов. Усаги ненадолго превращается в Нео-Королеву Серенити и использует свою силу, чтобы восстановить город. Вскоре после этого появляется младенец, который оказывается возрожденной Хотару с душой Сейлор Сатурн. Внешние Воины решают заботиться о ребёнке, прощаются с остальными и уходят в неизвестном направлении. В конце апреля, год спустя, Усаги и её друзья, которым сейчас по 16 лет, становятся учениками старшей школы, а Мамору поступает в университет. Чибиуса собирается возвращаться в 30-й век, так как уже завершила обучение у Сейлор Воинов. Однако, наблюдая за Солнечным затмением вместе с Мамору, Усаги и Чибиуса слышат таинственный звук колокола. | |                                                 |                                                 |                                                 |

## Релиз на DVD и Blu-Ray
| № диска                | Эпизоды                | Дата релиза лимитного издания DVD/Blu-Ray | Дата релиза стандартного издания DVD/Blu-Ray |
| Первый и второй сезоны | Первый и второй сезоны | Первый и второй сезоны                    | Первый и второй сезоны                       |
| ---------------------- | ---------------------- | ----------------------------------------- | -------------------------------------------- |
| Диск 1                 | 1 - 2                  | 15 октября 2014                           | 12 ноября 2014                               |
| Диск 2                 | 3 - 4                  | 12 ноября 2014                            | 10 декабря 2014                              |
| Диск 3                 | 5 - 6                  | 10 декабря 2014                           | 14 января 2015                               |
| Диск 4                 | 7 - 8                  | 14 января 2015                            | 11 февраля 2015                              |
| Диск 5                 | 9 - 10                 | 11 февраля 2015                           | 11 марта 2015                                |
| Диск 6                 | 11 - 12                | 11 марта 2015                             | 8 апреля 2015                                |
| Диск 7                 | 13 - 14                | 8 апреля 2015                             | 13 мая 2015                                  |
| Диск 8                 | 15 - 16                | 13 мая 2015                               | 10 июня 2015                                 |
| Диск 9                 | 17 - 18                | 10 июня 2015                              | 8 июля 2015                                  |
| Диск 10                | 19 - 20                | 8 июля 2015                               | 12 августа 2015                              |
| Диск 11                | 21 - 22                | 12 августа 2015                           | 9 сентября 2015                              |
| Диск 12                | 23 - 24                | 9 сентября 2015                           | 7 октября 2015                               |
| Диск 13                | 25 - 26                | 7 октября 2015                            | 11 ноября 2015                               |
| Третий сезон           |                        |                                           |                                              |
| Диск 1                 | 27 - 30                | 29 июня 2016                              | 29 июня 2016                                 |
| Диск 2                 | 31 - 34                | 27 июля 2016                              | 27 июля 2016                                 |
| Диск 3                 | 35 - 39                | 31 августа 2016                           | 31 августа 2016                              |